# Turmwindmühle Alleringersleben
Die Turmwindmühle Alleringersleben ist eine Turmwindmühle in Alleringersleben in Sachsen-Anhalt.
Die heute nicht mehr funktionstüchtige, aber unter Denkmalschutz stehende Mühle wurde 1859 auf einer Erhebung nordöstlich des Dorfes aus Bruchsteinen errichtet. Die Öffnungen für Fenster und Türen wurden mit Ziegelsteinen eingerahmt. Die ursprünglich auf der konischen Mühle befindliche Haube ist derzeit (Stand 2008) nicht mehr vorhanden und wurde durch ein behelfsmäßiges Dach ersetzt.

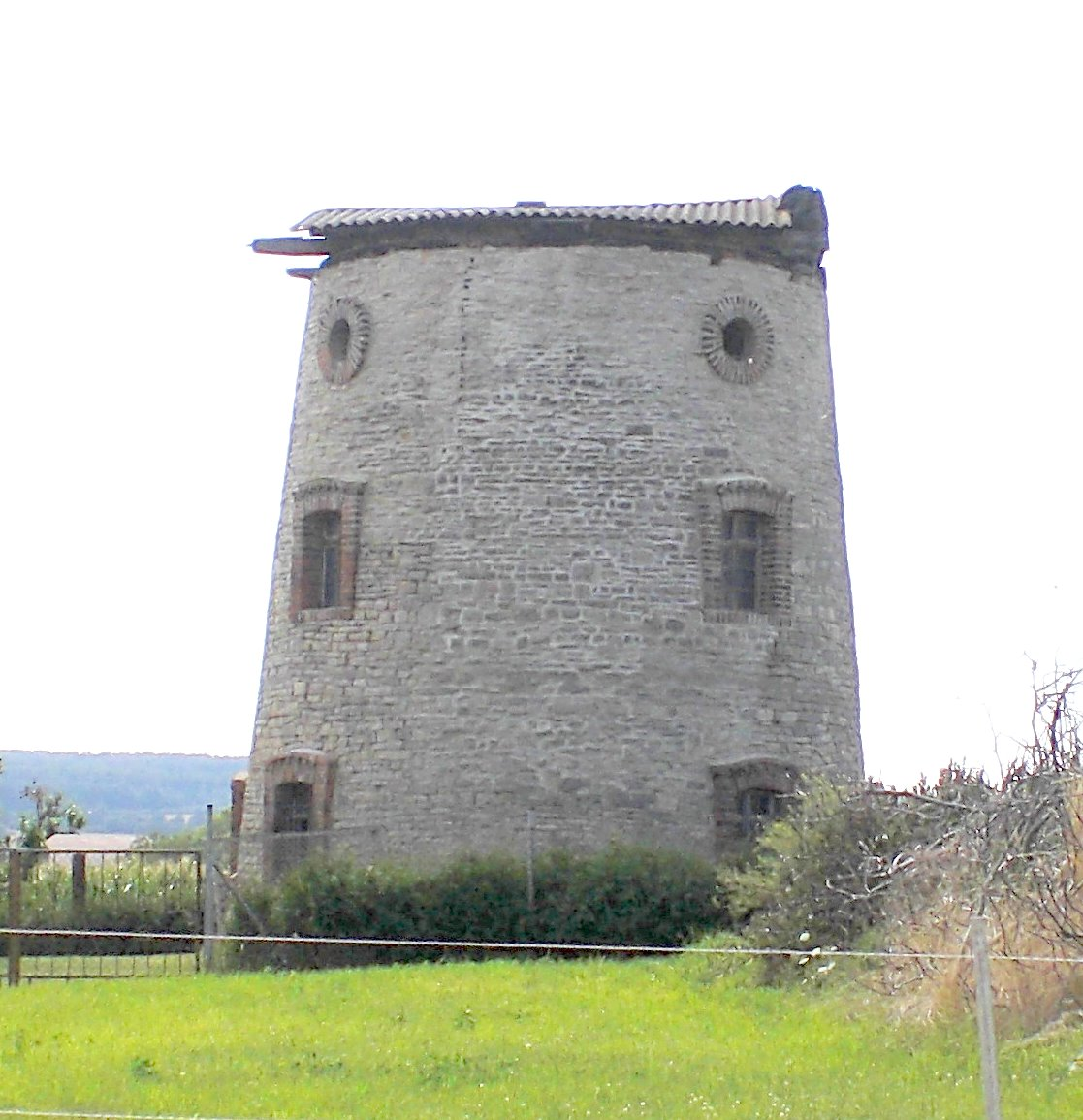
Turmwindmühle Alleringersleben
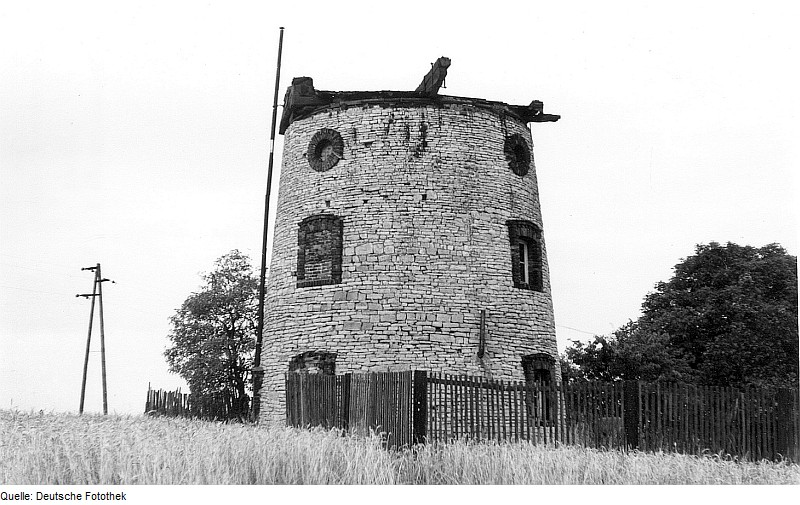
Mühle im Jahr 1973